# Parkfriedhof Meiningen

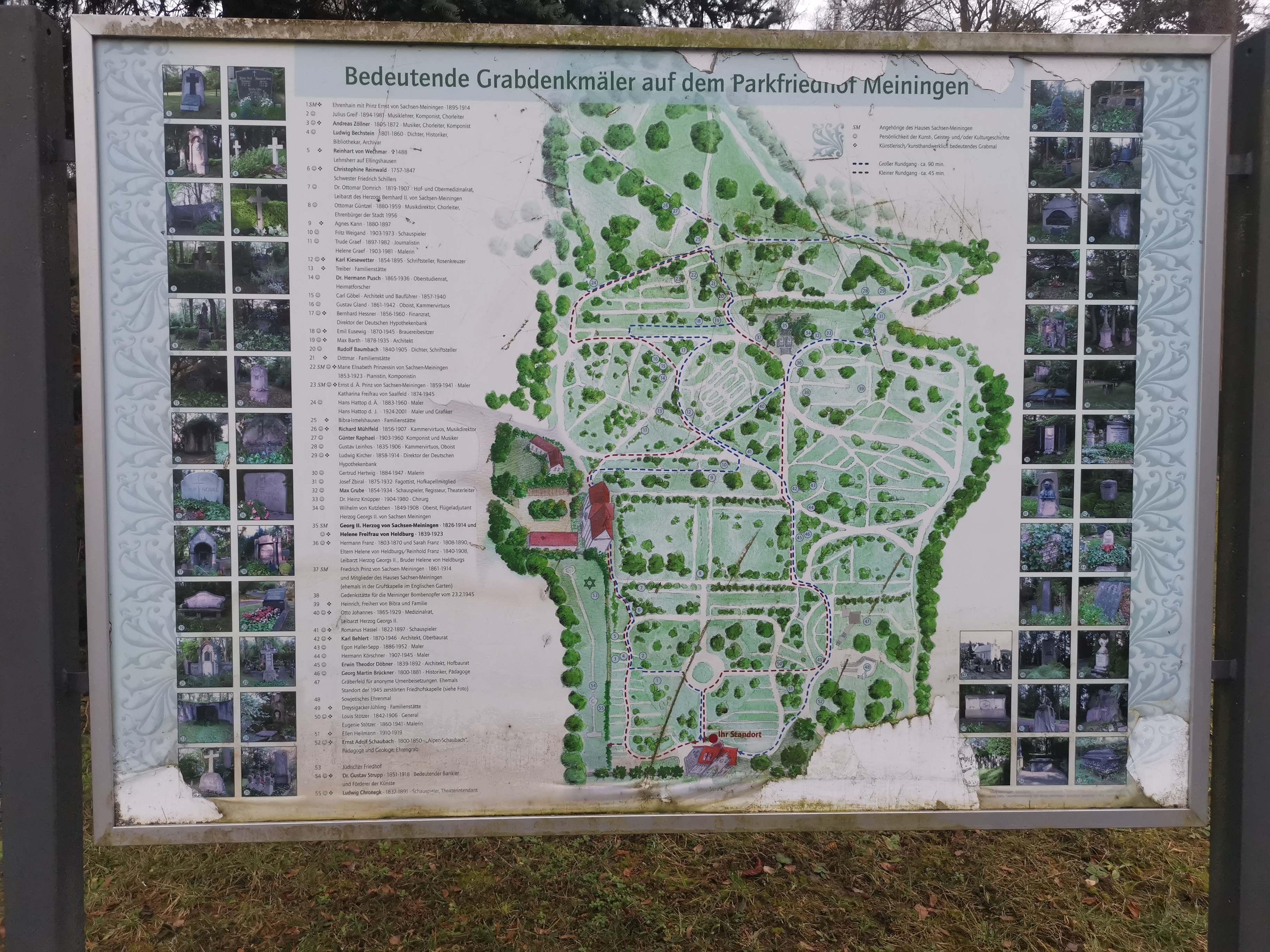
Infotafeln zu bedeutenden Grabdenkmälern am Eingang.

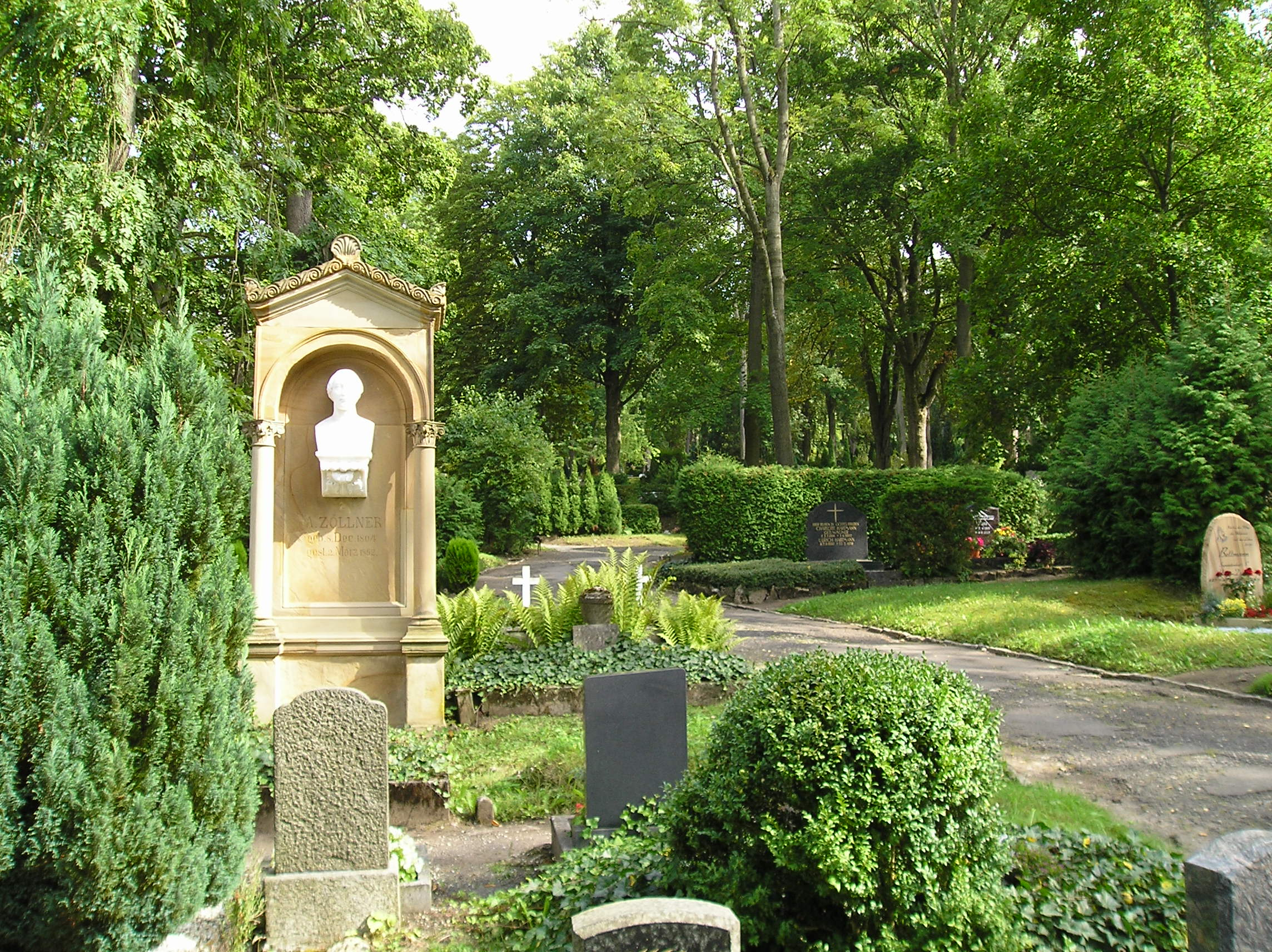
Im Parkfriedhof

Der Parkfriedhof Meiningen ist der größte und bedeutendste der neun Friedhöfe in der südthüringischen Kreisstadt Meiningen. Integriert in einem weitläufigen Landschaftspark mit reichem Baumbestand fanden hier eine Reihe bekannter Persönlichkeiten aus Politik, Wirtschaft und Kultur ihre letzte Ruhestätte, darunter mit Herzog Georg II. der berühmteste Bürger der Stadt. Der Parkfriedhof ist als Ensemble ein Garten- und Kulturdenkmal und beherbergt weiter zahlreiche Einzeldenkmale.

## Geschichte
Von 1835 bis 1838 ließ die Stadt den neuen Parkfriedhof an einem leicht ansteigenden Berghang östlich des Stadtzentrums und der Werrabahn als Ersatz für den alten im Südteil des Englischen Gartens befindlichen und zu klein gewordenen städtischen Gottesacker anlegen. Die offizielle Einweihung des Friedhofes fand am 12. August 1841 statt. Im Jahr 1870 legte man abgegrenzt in einem schmalen Streifen am Nordrand den jüdischen Friedhof an. Der Friedhof wurde zunächst als reine Zweckanlage eingerichtet. Ab 1880 gestalteten die Hofgärtner Max Vieweg-Franz und Eduard Grau auf Veranlassung von Herzog Georg II. die Ruhestätte zu einem Parkfriedhof um. Neben zahlreichen Bäumen entstanden unregelmäßige Grabfelder, weite Rasenflächen, geschwungene Wege und Alleen. Von 1884 bis 1885 errichtete man die Friedhofskapelle und in den Jahren 1911 bis 1912 wurde das Krematorium erbaut.
Am 13. Juli 1924 fand die Weihe des zentralen Denkmals im Ehrenhain statt, das zur Erinnerung der Gefallenen des Ersten Weltkrieges nach einem Entwurf von Karl Behlert errichtet wurde. 1944 erfolgte die letzte Beisetzung auf dem jüdischen Friedhof. Ein amerikanischer Luftangriff auf Meiningen am 23. Februar 1945 zerstörte große Teile des Friedhofes mit der Kapelle und dem Krematorium. Während man das Krematorium mit Feierhalle kurz danach in einfacher Form wieder aufbaute, war die Kapelle für immer verloren. Die Stadt ließ eine Gedenkstätte für die Meininger Bombenopfer des Zweiten Weltkrieges anlegen und zum Gedenken der Gefallenen dieses Krieges das Denkmal im 1924 errichteten Ehrenhain erweitern. Nahe dem ehemaligen Kapellenstandort erbaute die Sowjetarmee 1948 ein bis heute bestehendes sowjetisches Ehrenmal, in dem die Gräber von acht russischen Zwangsarbeitern integriert sind. Weitere fünf Grabstätten mit Gedenktafeln erinnern an Polen, die im Zweiten Weltkrieg nach Deutschland verschleppt und Opfer von Zwangsarbeit wurden.
Nach der politischen Wende wurden Gedenksteine für die gefallenen Soldaten der in Meiningen stationierten Wehrmachtseinheiten (1993) und für die Opfer von Flucht und Vertreibung (1999) eingeweiht sowie der Ehrenhain durch den „Volksbund Deutsche Kriegsgräberfürsorge“ neu gestaltet. Die Stadt ließ weiterhin zwei Gedenksteine für die Opfer der sowjetischen Militärjustiz errichten. Einer erinnert an 49 politische Häftlinge, die in den Jahren 1950 bis 1952 in der Strafanstalt Untermaßfeld an Hunger und Krankheiten verstarben. 1991 entstand ein neues Funktionsgebäude auf dem Friedhof. In den 2000er Jahren wurde das Krematorium stillgelegt und das Gebäude ausschließlich als Trauerhalle und Segnungsstätte genutzt. 2007 legte die Stadt am Standort der ehemaligen Kapelle eine Gemeinschaftsanlage für Urnenbeisetzungen an. An der Nordseite des Friedhofs erbaute man 2010 in unmittelbarer Nachbarschaft zur Trauerhalle das „Krematorium Südthüringen“, in dem sich für Trauerfeiern ein weiterer Abschiedsraum befindet. Seit 2000 entstanden eine Reihe von Urnengemeinschaftsanlagen, anonyme Wiesenbestattungsflächen und ein Friedhof für Sternenkinder.
Der zirka zehn Hektar große Parkfriedhof mit seinen weitverzweigten, verschlungenen Haupt- und Nebenwegen hatte 2007 einen Baumbestand von 758 Großbäumen.

## Bauwerke

### Eingangshalle
Das neugotische Eingangsgebäude mit der Leichenhalle wurde zur Zeit der Gründung des Friedhofs im Jahr 1838 vom Architekten August Wilhelm Döbner erbaut. Bis 1992 diente es als Haupteingang des Parkfriedhofes. Das Einzeldenkmal befindet sich an der Westseite des Friedhofs an der Berliner Straße. Das mit einem großen Torhaus und zwei Gebäudeflügeln versehene Bauwerk ist mit einer Rosette im Treppengiebel, einem steinernen Relief mit Stadtwappen im gotischen Spitzbogen des Tores, Filialen und steinernen Schmuckelementen an der oberen Fassade unter den Traufen ausgestattet. Auf der Straßenseite des Tordurchgangs verschließt ein zweiflügeliges Holztor den Zugang zum Friedhof. Nach der Verlegung der Leichenhalle in das Krematorium befindet sich in dem Gebäude die Friedhofsverwaltung.

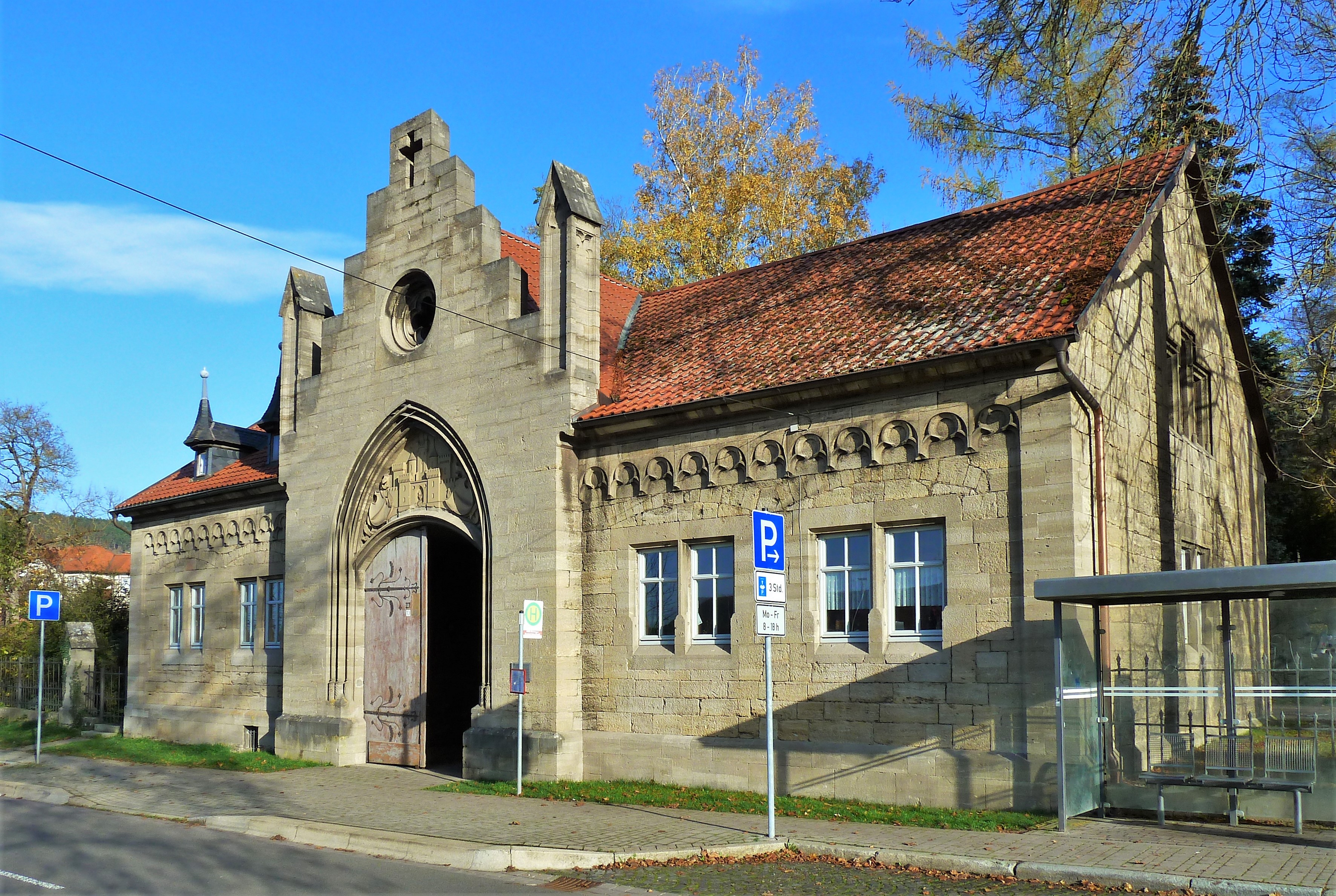
Eingangshalle des Parkfriedhofs Meiningen
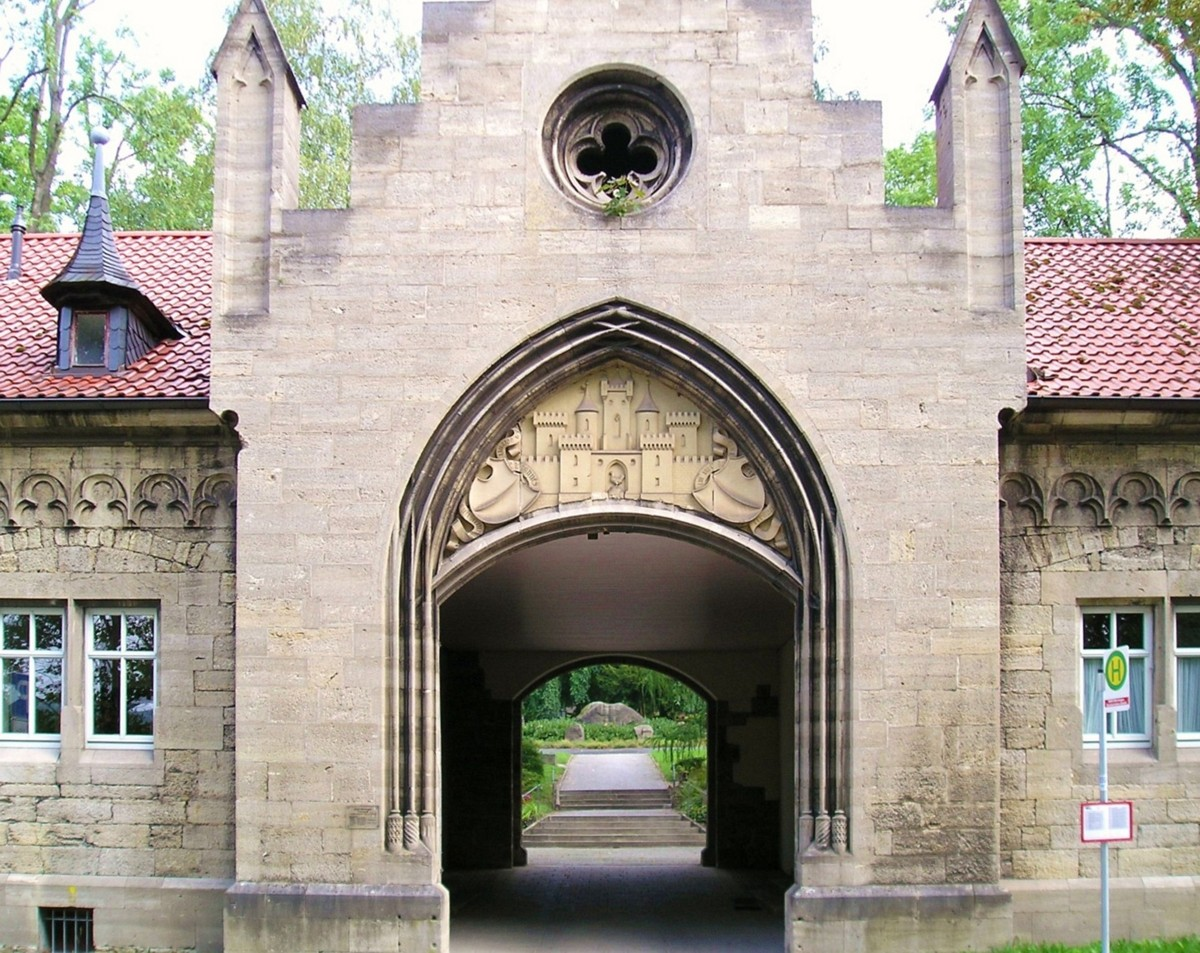
Haupteingang mit Stadtwappen von 1841 und Blick zum Ehrenhain

### Friedhofskapelle
Die Friedhofskapelle befand sich im Südwestteil des Friedhofs und war ein aus Kalkstein errichtetes neugotisches Bauwerk.
Die Bauarbeiten für die Kapelle begannen am 7. Mai 1884 unter Leitung des Architekten Erwin Theodor Döbner. Fertiggestellt am 9. September 1885 fand die feierliche Einweihung am 2. Oktober 1885 statt. 1887 ergänzte man die Kapelle mit einer Sargversenkvorrichtung. Die Baukosten beliefen sich insgesamt auf 29.300 Reichsmark. Im Zweiten Weltkrieg wurde am 23. Februar 1945 die Friedhofskapelle bei einem Bombenangriff vollkommen zerstört. Nach dem Krieg erwog man keinen Wiederaufbau, die erhalten gebliebenen Natursteine wurden zum Wiederaufbau des ebenfalls am 23. Februar 1945 zerstörten Krematoriums mit Feierhalle verwendet.

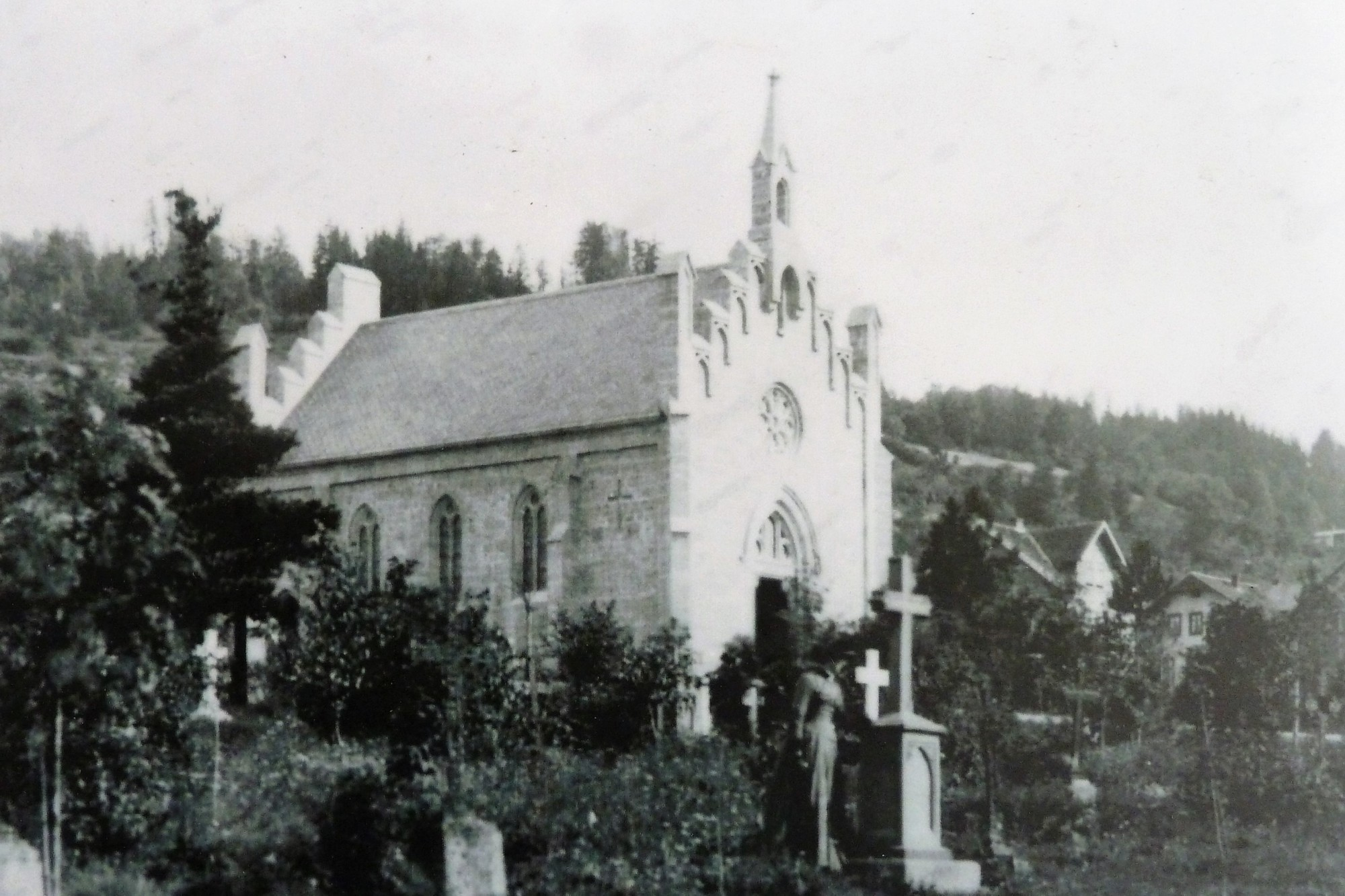
Friedhofskapelle (1885–1945)
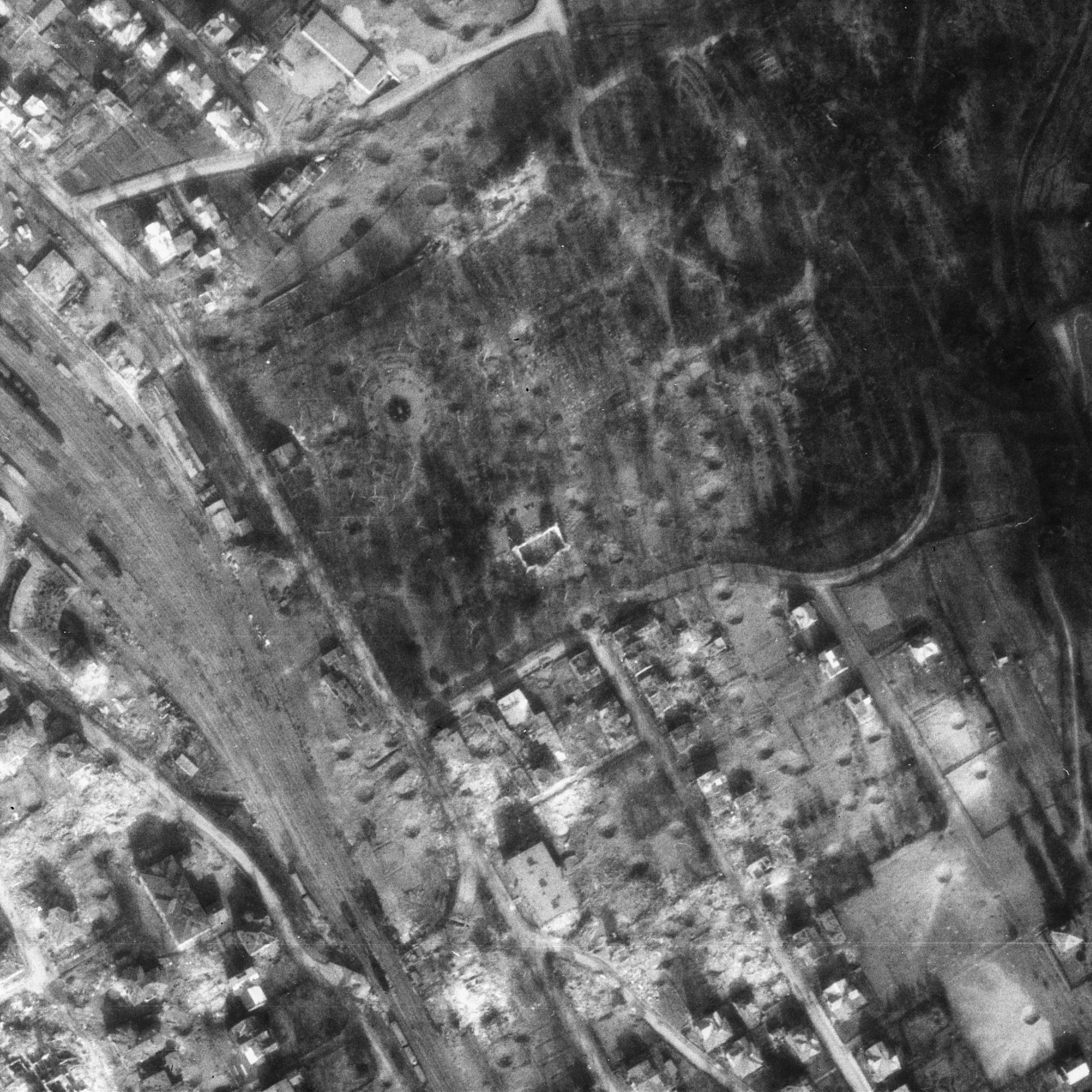
Die Friedhofskapelle in Meiningen nach ihrer Zerstörung (Reste der Umfassungsmauer, Bildmitte)

### Krematorium mit Feierhalle
Das Krematorium wurde in den Jahren 1911/12 erbaut. Der Architekt des am Nordrand des Friedhofs gelegenen Bauwerks war Carl Göbel. Das Gebäude wurde am selben Tag wie die Friedhofskapelle von Bombentreffern zerstört. In den Jahren 1947–1949 erfolgten der Wiederaufbau und eine Erweiterung des Krematoriums um eine Feier- und Aussegnungshalle als Ersatz für die Kapelle. In die Feierhalle gelangt man über eine breite Freitreppe und durch ein klassizistisch gestaltetes Portal mit ionischen Säulen. Anfang der 2000er Jahre legte man die Feuerungsanlagen still, in direkter Nachbarschaft übernimmt seit 2012 ein neuerbautes Krematorium (Krematorium Südthüringen ZEGE GmbH) die Einäscherung. Das alte Krematorium wird seitdem ausschließlich für Trauerfeiern und als Wirtschaftsgebäude genutzt.

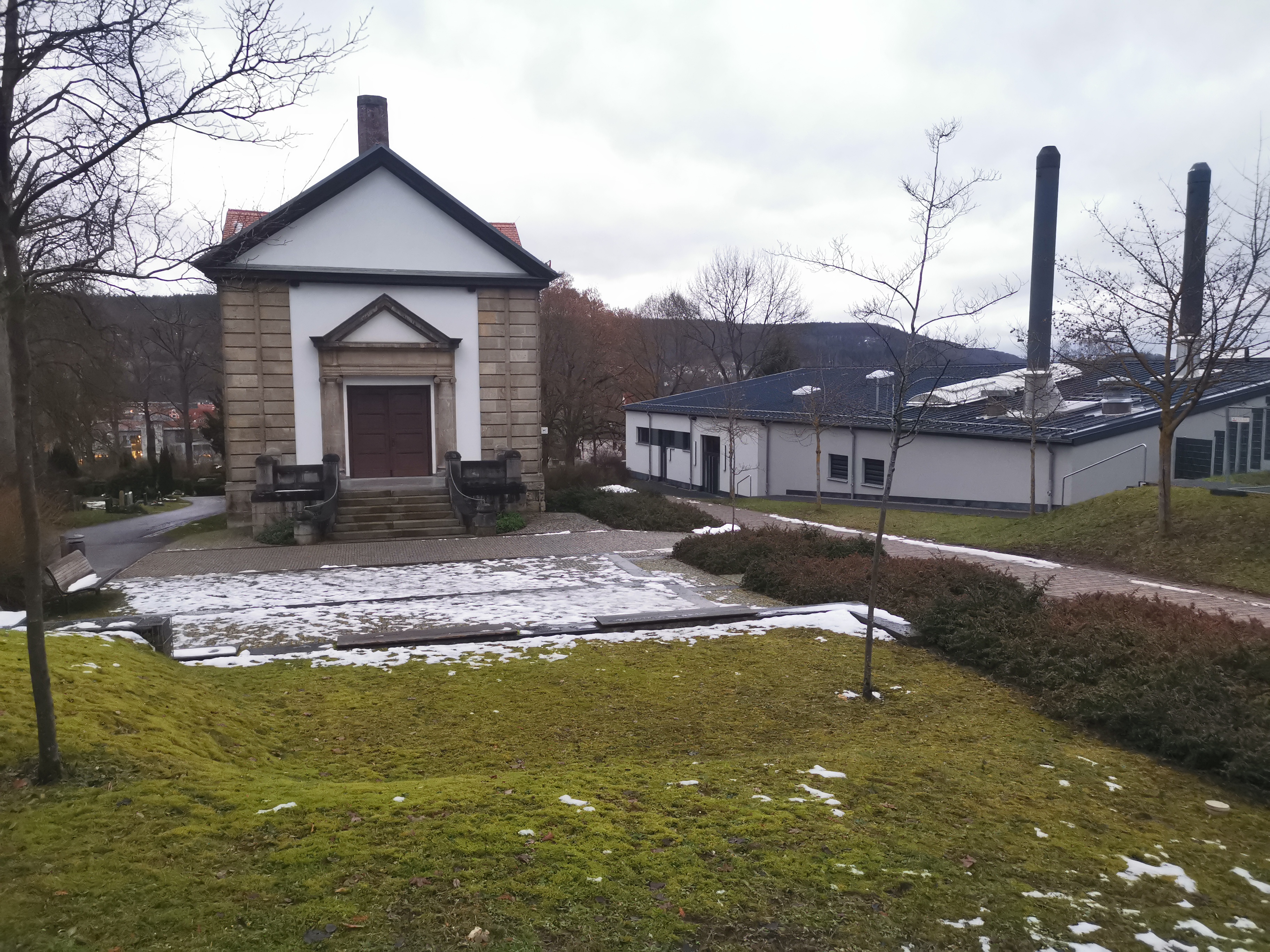
Altes und neues Krematorium

## Ehrenmale und Grabdenkmäler bekannter Persönlichkeiten

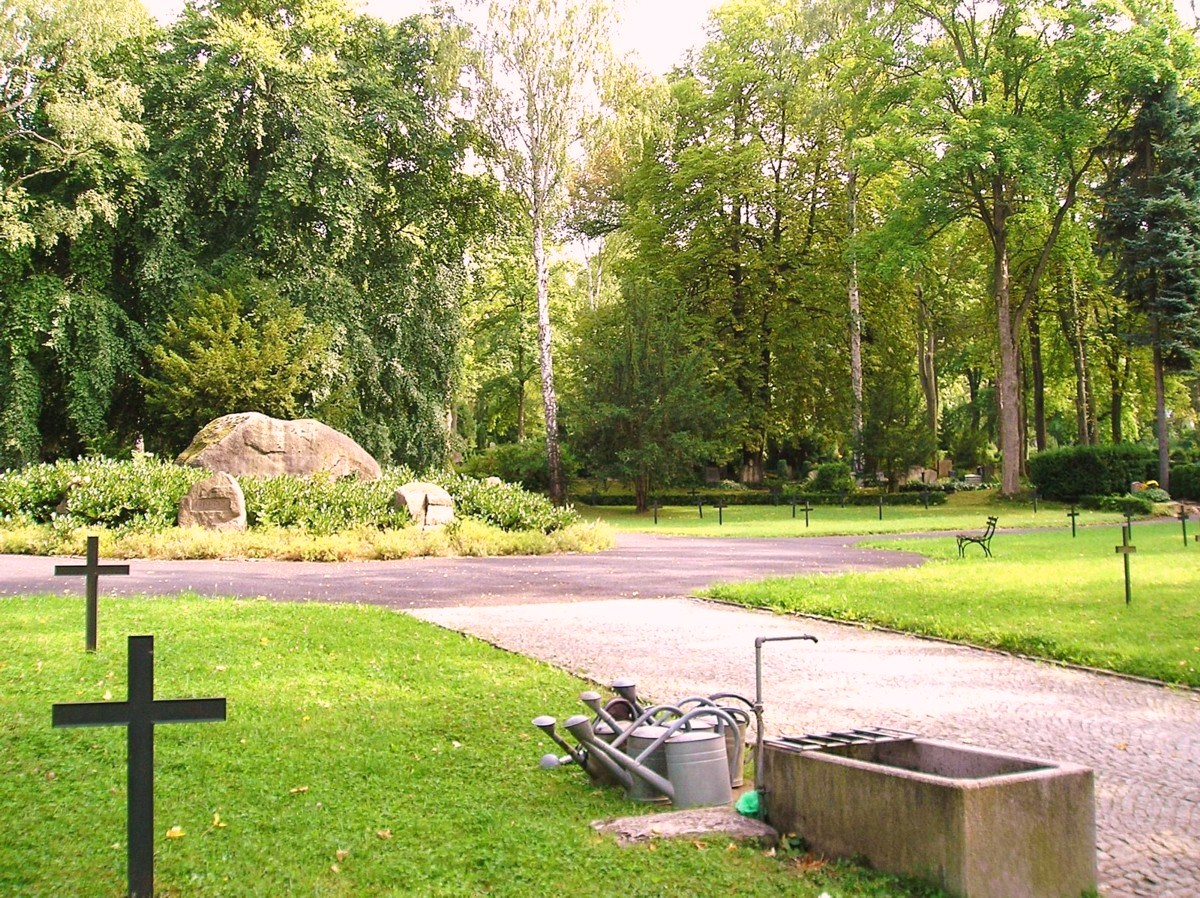
Der Ehrenhain

Ein bedeutendes Ehrenmal ist der 1924 von Karl Behlert angelegte Ehrenhain für die Gefallenen des Ersten und Zweiten Weltkrieges. Im Zentrum der als Rondell erbauten Anlage dient ein großer Fels mit Inschriften zum Andenken. Weitere Ehrenmale sind der 1945 angelegte Ehrenhain mit Grabanlage und Gedenkstätte für die Opfer der Luftangriffe im Zweiten Weltkrieg, ein Ehrenmal der Sowjetarmee und Gedenkstelen für die Opfer der sowjetischen Militärjustiz.
Die bedeutendste und sehenswerteste Grabanlage im Parkfriedhof ist die Grablege des Herzogspaares Georg II. von Sachsen-Meiningen und Helene Freifrau von Heldburg. Des Weiteren fanden viele weitere bekannte Persönlichkeiten auf dem Meininger Parkfriedhof ihre letzte Ruhestätte: Darunter befinden sich der Dichter und Bibliothekar Ludwig Bechstein (1801–1860), Schillers Schwester Christophine Reinwald, der Dichter Rudolf Baumbach (1840–1905), der Musiker Richard Mühlfeld (1856–1907), der Komponist Günter Raphael (1903–1960, Grablege von 2005 bis 2012, Umbettung nach Berlin-Zehlendorf), der Regisseur Max Grube (1854–1934), der Architekt Karl Behlert (1870–1946), die Direktoren der Deutschen Hypothekenbank Bernhard Hessner (1856–1960) und Ludwig Kirchner (1858–1914) und die Prinzen und Prinzessinnen von Sachsen-Meiningen Friedrich (1861–1914), Ernst (1895–1914), Marie Elisabeth (1853–1923), Ernst der Ältere (1859–1941) und Katharina Freifrau von Saalfeld (1874–1945).
Die Stadt Meiningen nennt auf einer Infotafel folgenden kulturell wichtigen Gräber und Gräber bedeutender Persönlichkeiten. Ein Teil der Gräber steht unter Denkmalschutz, siehe Liste der Kulturdenkmale in den Meininger Parks#Parkfriedhof.
| Person(en)                                                      | Lebensdaten           | Beruf                                                          | Bild |
| --------------------------------------------------------------- | --------------------- | -------------------------------------------------------------- | ---- |
| Ernst von Sachsen-Meiningen                                     | 1895–1914             | Prinz                                                          |      |
| Julius Greif                                                    | 1894–1981             | Musiklehrer, Komponist, Chorleiter                             |      |
| Andreas Zöllner                                                 | 1805–1872             | Musiker, Komponist, Chorleiter                                 |      |
| Ludwig Bechstein                                                | 1801–1860             | Dichter, Historiker                                            |      |
| Reinhart von Wechmar                                            | † 1488                | Lehnsherr auf Ellingshausen                                    |      |
| Christophine Reinwald                                           | 1757–1847             | Schwester Schillers                                            |      |
| Dr. Ottomar Domrich                                             | 1819–1907             | Leibarzt des Herzogs Bernhard II. von Sachsen-Meiningen        |      |
| Ottomar Günzel                                                  | 1880–1959             | Musikdirektor, Chorleiter, 1956 Ehrenbürger von Meiningen      |      |
| Agnes Kann                                                      | 1880–1897             |                                                                |      |
| Fritz Weigand                                                   | 1903–1973             | Schauspieler                                                   |      |
| Trude Graef                                                     | 1897–1982             | Journalistin                                                   |      |
| Helene Graef                                                    | 1903–1981             | Malerin                                                        |      |
| Karl Kiesewetter                                                | 1854–1895             | Schriftsteller, Rosenkreuzer                                   |      |
| Familiengrab Treiber                                            |                       |                                                                |      |
| Dr. Hermann Pusch                                               | 1865–1936             | Oberstudienrat, Heimatforscher                                 |      |
| Carl Göbel                                                      | 1857–1940             | Architekt                                                      |      |
| Gustav Gland                                                    | 1861–1942             | Oboist, Kammervirtuos                                          |      |
| Bernhard Hessner                                                | 1856–1960             | Direktor der Deutschen Hypothekenbank                          |      |
| Emil Eusewig                                                    | 1870–1945             | Brauereibesitzer                                               |      |
| Max Barth                                                       | 1878–1935             | Architekt                                                      |      |
| Rudolf Baumbach                                                 | 1840–1905             | Dichter, Schriftsteller                                        |      |
| Familiengrab Dittmar                                            |                       |                                                                |      |
| Marie Elisabeth von Sachsen-Meiningen                           | 1853–1923             | Pianistin, Komponistin                                         |      |
| Ernst von Sachsen-Meiningen                                     | 1859–1941             | Maler                                                          |      |
| Katharina von Saalfeld                                          | 1874–1945             |                                                                |      |
| Hans Hattop                                                     | 1883–1960             | Maler                                                          |      |
| Hans Hattop                                                     | 1924–2001             | Maler und Grafiker                                             |      |
| Familiengrab Bibra-Irmelshausen                                 |                       |                                                                |      |
| Richard Mühlfeld                                                | 1856–1907             | Kammervirtuos, Musikdirektor                                   |      |
| Günter Raphael                                                  | 1903–1960             | Komponist und Musiker (Grablege 2005–2012)                     |      |
| Gustav Leinhos                                                  | 1835–1906             | Kammervirtuos, Oboist                                          |      |
| Ludwig Kirchner                                                 | 1858–1914             | Direktor der Deutschen Hypothekenbank                          |      |
| Gertrud Hertwig                                                 | 1884–1947             | Malerin                                                        |      |
| Josef Zbiral                                                    | 1875–1932             | Fagottist, Hofkapellmitglied                                   |      |
| Max Grube                                                       | 1854–1934             | Schauspieler, Regisseur                                        |      |
| Dr. Heinz Knüpper                                               | 1904–1980             | Chirurg                                                        |      |
| Wilhelm von Kutzleben                                           | 1849–1908             | Oberst, Flügeladjutant Herzogs Georg II. von Sachsen-Meiningen |      |
| Georg II. von Sachsen-Meiningen                                 | 1826–1914             | Herzog                                                         |      |
| Helene von Heldburg                                             | 1839–1923             | Ehefrau von Georg II. von Sachsen-Meiningen                    |      |
| Hermann Franz und Sarah Franz                                   | 1803–1870 / 1808–1890 | Eltern von Helene von Heldburg                                 |      |
| Reinhold Franz                                                  | 1840–1908             | Leibarzt von Georg II. und Bruder von Helene von Heldburg      |      |
| Friedrich von Sachsen-Meiningen                                 | 1861–1914             | Prinz (überführt aus der Gruftkapelle im Englischen Garten)    |      |
| Gedenkstätte für die Meininger Bombenopfer vom 23. Februar 1945 |                       |                                                                |      |
| Heinrich von Bibra und Familie                                  |                       | Freiherr                                                       |      |
| Otto Johannes                                                   | 1865–1929             | Leibarzt Georg II.                                             |      |
| Romanus Hassel                                                  | 1822–1897             | Schauspieler                                                   |      |
| Karl Behlert                                                    | 1870–1946             | Architekt                                                      |      |
| Egon Haller-Sepp                                                | 1886–1952             | Maler                                                          |      |
| Hermann Körschner                                               | 1907–1945             | Maler                                                          |      |
| Erwin Theodor Döbner                                            | 1833–1892             | Architekt                                                      |      |
| Georg Martin Brückner                                           | 1800–1881             | Historiker, Pädagoge                                           |      |
| Familiengrab Dreysigacker-Jühling                               |                       |                                                                |      |
| Louis Stoetzer                                                  | 1842–1906             | General                                                        |      |
| Eugénie Stoetzer                                                | 1860–1941             | Malerin                                                        |      |
| Ellen Heilmann                                                  | 1910–1919             |                                                                |      |
| Ernst Adolf Schaubach                                           | 1800–1850             | Pädagoge, Geologe, Ehrengrab                                   |      |